# پانکراتکتومی
لوزالمعده‌برداری یا پانکراتکتومی (به انگلیسی: Pancreatectomy) یک واژه پزشکی به معنای حذف تمام یا قسمتی از پانکراس (لوزالمعده) به روش جراحی می‌باشد.

## انواع
چندین روش برای پانکراتکتومی وجود دارد از جمله:
- پانکراتودئونکتومی (روش ویپل): این روش برای درمان تومورهای سر پانکراس مورد استفاده قرار می‌گیرد.
- پانکراتکتومی دیستال: در این روش دم و تنه پانکراس برداشته می‌شود و سر آن باقی می‌ماند. در برخی موارد این عمل جراحی همراه با اسپلنکتومی است.
- پانکراتکتومی سگمانی: در این روش قسمت کوچکی از پانکراس که دچار آسیب یا تومور است حذف می‌شود.
- پانکراتکتومی توتال: دراین روش پانکراس به طور کامل برداشته می‌شود. طی این عمل همانند روش پانکراتکتومی دیستال جراحی همراه با اسپلنکتومی می‌باشد.[۳]

## تکنیک جراحی
پانکراتکتومی به دو صورت باز و لاپاروسکوپی به انجام می‌رسد. در روش باز یک برش بزرگ بر روی شکم ایجاد می‌شود این در حالی است که در روش لاپاروسکوپی چند برش کوچک جهت ورود ابزارهای جراحی بر روی پوست ایجاد می‌شود. شکم بوسیله گاز که معمولاً از نوع کربن دی‌اکسید می‌باشد پر می‌شود تا جراح دید بهتری از طریق دوربین‌ها به فضای شکمی داشته باشد. اگر پانکراتکتومی به صورت پارشیال باشد جراح عروق را کلمپ و سپس قطع می‌نماید و پانکراس را برای برداشتن آماده می‌کند. اگر بیماری لوزالمعده به عروق یا شریان طحال تهاجم برده باشد این عضو نیز همراه پانکراس برداشته می‌شود.

## اندیکاسیون‌ها
این عمل جراحی معمولاً خطرات و عوارض شدیدی را به همراه دارد و معمولاً در مواردی که چاره‌ای جز برداشتن پانکراس وجود نداشته باشد به انجام نمی‌رسد. پانکراتکتومی در موارد زیر اندیکاسیون دارد:
- پانکراتیت مزمن (التهاب مزمن پانکراس)
- نکروز پانکراس
- بیماری مزمن پانکراس همراه با درد
- ضربه یا تروماها
- سرطان[۱]
- آدنوکارسینوم (در ۸۵٪ موارد)
- سیستادنوما
- تومور جزایر لانگرهانس (تومورهای نورواندوکرین)
- پاپیلاری نئوپلاسمهای کیستیک
- لنفوم
- تومور سلولهای آسینر
- هایپرانسولینمی شدید

## مراقبت‌های بعد از عمل
هر چه پانکراتکتومی وسیع تر باشد احتمال بروز دیابت نوع اول در بیمار بیشتر است. در این بیماران کنترل قندخون بعد از عمل جراحی از اهمیت ویژه‌ای برخوردار است که به این منظور از انسولین استفاده می‌شود. همچنین به علت حذف پانکراس بیمار تا پایان عمر خود باید آنزیمهای گوارشی دریافت کند. بعد از عمل پانکراتکتومی دریافت داروهای ضددرد از اهمیت زیادی برخوردار است.